# Swidy
Swidy – część wsi Wólka Łosiniecka położona w Polsce, w województwie lubelskim, w powiecie tomaszowskim, w gminie Susiec.
W latach 1975–1998 miejscowość administracyjnie należała do województwa zamojskiego.
Na skanie map w geoportalu występuje jako Kolonia Świdy.
Wierni Kościoła rzymskokatolickiego należą do parafii Opieki św. Józefa i św. Michała Archanioła w Łosińcu.